# Mesoclemmys perplexa
Mesoclemmys perplexa là một loài rùa trong họ Chelidae. Loài này được Bour & Zaher mô tả khoa học đầu tiên năm 2005.